# エミーリエ・トランプッシュ
エミーリエ・トランプッシュ（ドイツ語: Emilie Trampusch, 1814年7月29日 - 1857年）は、音楽家ヨハン・シュトラウス1世の愛人である。

## 概要
モラヴィア（現在のチェコ東部）出身の軍医の娘で、帽子屋に勤めていた。1833年、19歳のときにヨハン・シュトラウス1世と知り合い、やがて男女の仲となった。ヨハン1世にはすでにアンナ・シュトレイムという妻がいたが、彼はエミーリエのもとに入り浸るようになった。ヨハン1世はついには妻子をほったらかして市壁内のクンプフ通りに小さな別宅を構え、エミーリエと同棲するようになった。1835年3月15日にアンナは夫との最後の子エドゥアルトを産んでいるが、エミーリエはそれからわずか2か月後の1835年5月18日にヨハン1世との最初の子エミーリエを産んでいる。これ以降、エミーリエはヨハン1世の私生児を立て続けに産み、合計8人（9人とも）もの子女を儲けた。
妻子から離れてエミーリエと同棲し始めたヨハン1世であったが、仕事場はアンナたちの暮らす住居と同じ建物にあったため、ヨハン1世は愛人のもとから自宅に通うという奇妙な生活形態となった。またエミーリエは、演奏旅行の際にヨハン1世に求められて同伴することがあったとされ、実質的に夫人状態だった。
1849年、子供のひとりが猩紅熱に感染していた。そこにイギリスへの演奏旅行から疲れて帰ってきたヨハン1世は、体がひどく弱っていたために感染して死んでしまった。これを見たエミーリエは、家財道具をすべて売り払ってヨハン1世の遺骸をそのままに家を出てしまったとされ、ヨハン1世の遺骸は駆けつけたアンナとヨハン2世が引き取ることになったという。

## 子女
ヨハン1世との間に8人（9人とも）の子を儲けたが、初めの3人を除いてみな夭折している。
- エミーリエ・テレジア・ヨハンナ (1835年5月18日 - 1878年) 女優。
- ヨハン・ヴィルヘルム (1836年5月28日 - 1864年8月30日) 鉄道員。
- クレメンティナ・エミリア・テレジア・エリーザベト (1837年11月19日 - 1878年) 花屋。
- カール・ヨーゼフ (1840年7月20日 - 1840年8月11日)
- ヨーゼフ・モリッツ (1842年1月8日 - 1842年1月18日)
- マリア・ウィルヘルミナ (1843年4月25日 - 1849年11月4日)
- テレサ・カロリーナ (1844年9月22日 - 1851年8月2日)
- ヴィルヘルミーネ (1846年5月26日 - 1846年6月8日)